# Charles Forbes (officier britannique)
Pour les articles homonymes, voir Charles Forbes.
Charles Morton Forbes (22 novembre 1880 – 28 août 1960), est un amiral anglais qui s'illustra pendant la Seconde Guerre mondiale.

## Biographie
Il entre dans la Royal Navy en 1894. Il effectue un court passage dans le Pacifique avant de revenir avec la Première Guerre mondiale en Europe. Il sert sur le HMS Queen Elizabeth et participe notamment à la bataille de Gallipoli. À la fin de la guerre, il devient directeur adjoint de 1921 à 1923 de l'école des cadres. En 1923, il est capitaine de son ancien navire, le HMS Queen Elizabeth.
En 1932, il devient Troisième Lord de la Mer. C'est le bureau de l'Amirauté chargé de l'approvisionnement et du matériel.
En 1934, il retourne sur mer et devient l'adjoint de l'amiral Roger Backhouse, chef de la Mediterranean Fleet.
En 1938, il est nommé à la tête de la Home Fleet. Il occupera ce poste jusqu'en décembre 1940.
Il décède le 28 août 1960.